# Liste des sultans de Brunei
Le sultan de Brunei est le chef de l’État et du gouvernement du Brunei. 

## Liste des sultans du Brunei
La lignée royale remonte au XVe siècle. Les 30 sultans de Brunei sont :
- 1368-1402 : Muhammad Shah
- 1402-1408 : Abdul Majid Hassan
- 1408-1425 : Ahmad
- 1425-1432 : Sharif Ali
- 1432-1485 : Sulaiman
- 1485-1524 : Bolkiah
- 1524-1530 : Abdul Kahar
- 1533-1581 : Saiful Rijal
- 1581-1582 : Shah Berunai
- 1582-1598 : Muhammad Hassan
- 1598-1659 : Abdul Jalilul Akbar
- 1659-1660 : Abdul Jalilul Jabbar
- 1660-1660 : Muhammad Ali
- 1660-1673 : Abdul Hakkul Mubin
- 1673-1690 : Muhyiddin
- 1690-1710 : Nassaruddin
- 1710-1730 : Hussein Kamaluddin, 1er règne
- 1730-1737 : Muhammad Alauddin
- 1737-1740 : Hussein Kamaluddin, 2d règne
- 1740-1795 : Omar Ali Saiffuddien Ier
- 1795-1804 : Muhammad Tajuddin, 1er règne
- 1804-1804 : Muhammad Jamalul Alam I
- 1804-1807 : Muhammad Tajuddin, 2d règne
- 1807-1826 : Muhammad Kanzul Alam
- 1826-1828 : Muhammad Alam II
- 1828-1852 : Omar Ali Saifuddin II
- 1852-1885 : Abdul Momin
- 1885-1906 : Hashim Jalilul Alam Aqamaddin
- 1906-1924 : Muhammad Jamalul Alam II
- 1924-1950 : Ahmad Tajuddin
- 1950-1967 : Omar Ali Saifuddien III
- Depuis 1967 : Hassanal Bolkiah